# Clytemnestre hésitant avant de frapper Agamemnon endormi
Clitemnestra vacil·la abans de matar el dorment Agamèmnon (Clytemnestre hésitant avant de frapper Agamemnon endormi en francès) es tracta d'una obra de Guérin del (1817) exposada al Louvre. Aquesta taula del Baró Pierre-Narcisse Guérin ens permet imaginar Clytemnestre abans de veure al seu marit (es pot interpretar que el rei no va ser ferit en la seva cambra de bany). Veiem a Egisthe (Egist, en català) darrere, amb pressió per actuar, també veiem clarament que Clytemnestre es tracta d'una dona forta, una reina, determinada en el seu acte, no una heroïna grega fràgil.